# Famous Five
Famous Five es un EP de la banda Lordi creado en 2008 de forma digital, por lo que sólo está disponible para su descarga en formato digital y no ha sido publicado en formato CD. Incluye cinco canciones de éxito de Lordi entre los años 2002–2006. El EP fue lanzado por contrato de grabación de Lordi con Drakkar Entertainment.

## Lista de canciones
1. Hard Rock Hallelujah (Eurovisión Radio Edit)
2. Who's Your Daddy?
3. Bringing Back the Balls to Rock
4. Would You Love a Monsterman?
5. Blood Red Sandman

## Créditos
- Mr. Lordi (Vocalista)
- Amen (Guitarra eléctrica)
- Kita (Batería)
- Kalma (Bajo en las canciones 3 y 5)
- Magnum (Bajo en la pista 4)
- Awa (Piano en las canciones de la 1 a la 3)
- Enary (Piano en las canciones 4 y 5)